# Fördynastisk tid

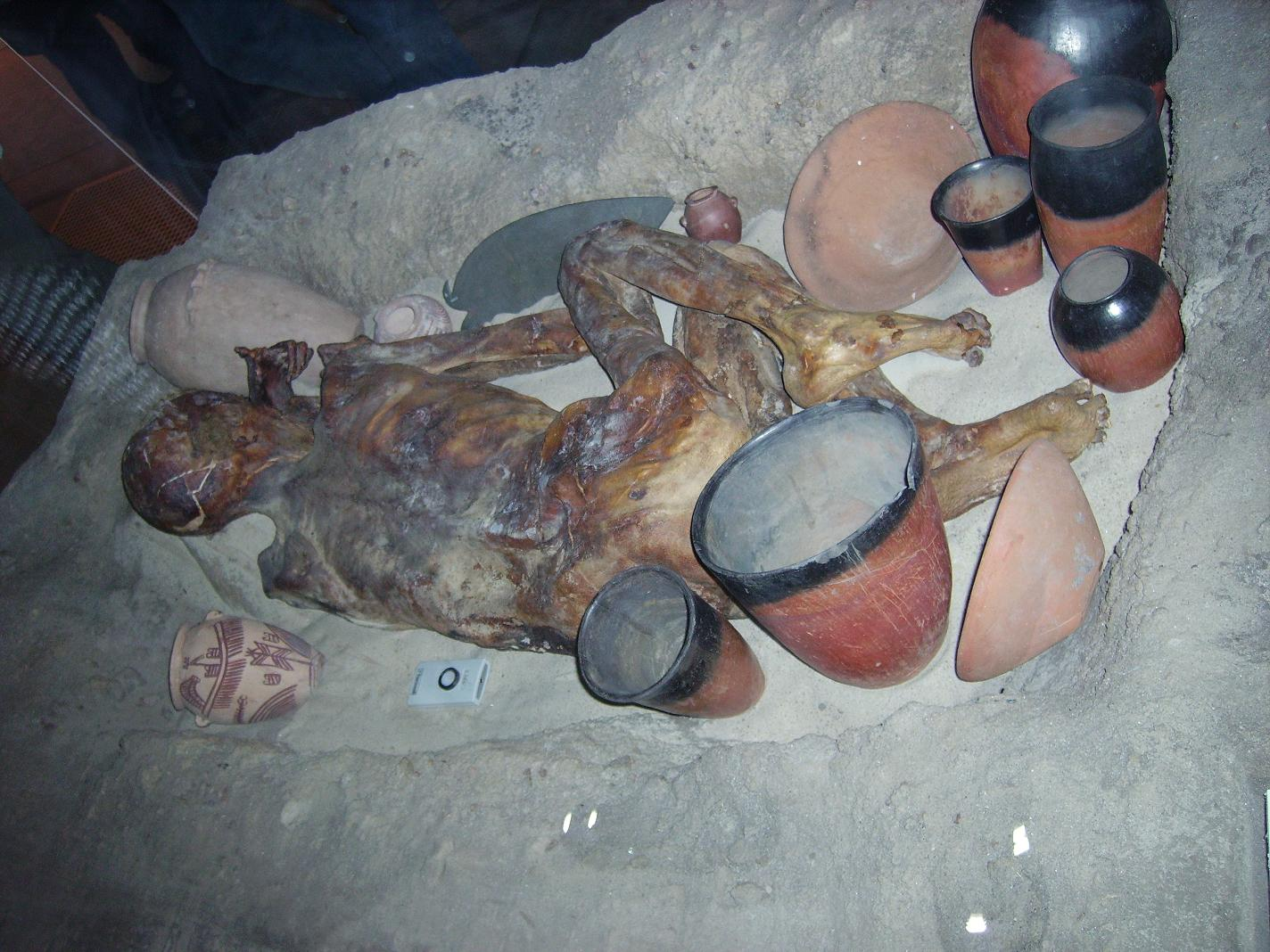
Typisk fördynastisk egyptisk grav, antagligen från runt 3400 f.Kr..

Fördynastisk tid i Egypten är tidsperioden före Egyptens första dynasti, det vill säga tiden före omkring 3000 f.Kr. Perioden närmast före den första dynastin kallas även av forskarna för Protodynastisk tid då Dynasti noll regerade i Övre Egypten.
Klimatet i norra Afrika har varit betydligt fuktigare än det är idag. Stora delar av dagens Saharaöken brukades fram till omkring 4000 f.Kr. då en stor klimatförändring ägde rum och människor började bosätta sig i Nildalen där översvämningar och skyfall gjorde jorden fuktig och näringsrik. Egyptierna lärde sig så på hösten och skörda på våren efter den varma vintern.

## Paleolitikum
Sahara genomgår stora geologiska förändringar när jordens klimat förändras under istiderna. Nilen gräver ut en kanjon i berggrunden i det senare Egypten. Sahara är en stor stäpp som bebos av kringvandrande jägare/samlare.

## Neolitikum
De första bofasta människorna lämnar arkeologiska spår efter sig i Nildalen i de äldsta jordbrukskulturerna:
- Merimde
- Faijum (kultur)
- Helwan (kultur)

## Kalkolitikum
Koppar kommer i bruk och den materiella kulturen blir rikare. I slutfasen av kopparstenåldern uppfinns skrivkonsten och den egyptiska civilisationen inleds.
- Badari
- Maadi (kultur)
- Naqada